# Бејзбол
Бејзбол (енгл. baseball, од base — „база“ и ball — „лопта“) је један од три најпопуларнија спорта у САД, поред кошарке и америчког фудбала. Уједно је најпопуларнији спорт на Куби и Доминиканској Републици, а игра се још у Јапану, Канади и другим земљама. Састоји се од веома узбудљивих, динамичних момената игре и дужих интервала када се врши припрема за акцију.
У бејзболу главни одбрамбени играч - бацач или pitcher - настоји да баци лоптицу (исто тако названу бејзбол) према свом хватачу (catcher), док нападачки играч - ударач или batter - ту исту лоптицу покушава ударити палицом и избацити је ван тачно означеног подручја како би постигао један или више бодова.
Од свих бејзбол такмичења најпознатија је америчка професионална лига позната као Major League Baseball која окупља неколико десетака клубова подељених у две подлиге - Америчку и Националну. Победници те две лиге на крају сезоне играју финале.

## Терен
Игра се на трави, на отвореним стадионима али може и на „пољанчету“. Терен је у облику квадрата чије су стране по 90 стопа (око 27,5 метара). Поред тог унутрашњег простора терен је проширен на спољно поље. Сваки угао квадрата има своје име „кућица“, прва, друга и трећа база.

## Позиције у бејзболу
За разлику од већине спортова тим који има лопту је одбрана, док они који ударају, односно немају лопту, су напад. Током једне смене (ининг-а, измене, деветине) обе екипе морају прво да играју одбрану па напад. Мењају се на пола смене, односно после 3 избацивања (аута).
Тим који баца лопту, односно одбрана, састоји се од следећих играча:
- Бацача (лопте) (Pitcher)
- Хватача (Catcher)
- Прва база (First baseman)
- Друга База (Second baseman)
- Трећа база (Third baseman)
- Пресретач (међубазни играч) (Short-stop)
- Леви пољар (леви спољни) (Left fielder)
- Централни пољар (средњи спољни) (Center fielder)
- Десни пољар (десни спољни) (Right fielder)

Тим који прихвата лопту има на терену од једног до 4 играча (случај када је по један играч на свакој бази, и још један који удара):
- Ударач (Batter) - у већини професионалних лига сви играчи који играју одбрану у другој половини смене (ининг-а), осим бацача, морају да ударају лопту.
- Искључиви (чисти, одабрани) ударач (Designated Hitter) - играч који удара уместо било ког играча из одбране, а најчешће бацача. У општем случају не игра одбрану. У МЛБ-у је уведен 1973. у само једној конференцији, а од 2022. је универзална позиција.

## Судије
Судије су службене особе задужене за вођење утакмица у складу са званичним правилима бејзбола. У Европи се примењују службена правила бејзбола (Official Baseball Rules) издата од Националног бејзбол конгреса у САД у години која претходи такмичењу.
За одигравање утакмице довољан је и само један судија, иако их у правилу буде више. У финалима америчких професионалних лига (World Series) суди шест судија (главни судија, три базне судије и један у спољном пољу). Главни судија (plate umpire) налази се иза хватача. Задатак главног судије је:
- води утакмицу
- зове и броји ball-ове i strike-ove
- процењује да ли је лоптица ударила fair ili foul територију (понекад о томе одлучује и судија у пољу)
- доноси све одлуке у погледу ударача (нпр. да ли је замахнуо палицом, да ли је при замаху искорачио из свог ударачког поља (batter's boxa), да ли га је погодила лоптица и сл.)

## Основна правила и ток игре
Бејзбол се игра у 9 смена (ининга, измена, деветина), а поени се постижу када играч екипе која напада успе да од кућне базе обиђе све три преостале базе и врати се на почетну, а да га у међувремену одбрана не избаци. Једна смена има две половине (прву и другу, горњу и доњу) које нису временски ограничене, већ трају онолико колико је потребно да се три играча избаце из игре. У првој половини смене домаћа екипа баца лопту, односно игра одбрану, док гости ударају, односно играју напад. После краја првог дела смене екипе мењају места, а по крају другог дела се завршава целокупна смена.
Бацач, из центра квадрата, баца лопту у угао квадрата где се налази противнички Ударач. Лопта треба да прође кроз прозор (strike zone), односно замишљени правоугаоник који се налази на висини од колена до висине лактова ударача и на одстојању од лакат до рука+батина од играча, тј. У пољу где ударач реално може да „закачи лопту“. Српски језик закључно са 3. мајем 2023. нема званичну реч за овај појам, па је произвољно употребљена реч "прозор". Ако ударач промаши ту је хватач који хвата лопту. Иза хватача је главни судија (Umpire) који процењује да ли је лопта била регуларна.
Ако је лопта била регуларна, односно ако је прошла кроз прозор, а ударач је није ударио, он има право још на два покушаја. При трећој „исправној“ лопти он испада. Да би лопта била регуларна поред тога што мора да пролети кроз дефинисани простор неопходно је да је и Хватач ухвати. Зато постоје „тајни“ знаци између бацача и хватача да ли ће лопта бити „ниска“ или „висока са „ефеом“ и сл. Ако бацач промаши прозор, а при томе не погоди ударача, то се убраја у спољне лопте (ball). На четврту лопту ван прозора ударач аутоматски иде на прву базу, и следећи ударач наступа. Ако бацач погоди ударача он, без обзира на дотадашње бројно стање бацања, такође аутоматски иде на прву базу. Ако је неко од играча из његове екипе већ тамо, он иде на другу, ако је неко на другој иде на трећу, и коначно ако се неко налази на трећој - иде на кућну базу и аутоматски постиже 1 поен за своју екипу.
Када ударач удари регуларну лопту он баца палицу и трчи према првој бази. Противнички тим (Пољари) покушава што пре да ухвати лопту и да је врати Првој бази пре него што ударач стигне до ње. Ако у томе успеју онда ударач испада, ако не он остаје да „спава“ на првој бази. На свакој бази постоји и помоћни судија који процењује ко је први стигао до базе.
Потом долази нови ударач и слика се понавља. У моменту када други ударач исправно удари лопту онда оба ударача почињу да трче свако према својој следећој бази. Онај ко стигне на базу где је човек са базе већ примио лопту – испада!
Најтежи део је између друге и треће базе јер ту је и пресретач који може било где на том потезу да пресече лопту и бацач на тој локацији испада. Традиционално, од свог почетка, бејзбол се играо на отвореном, али се игре могу играти и у малим просторима са одговарајућим ознакама. Мала поља су такође у реду ако не постоји други начин играња игре.
Понекад се на базама затекне више играча.
Када се изређају сви ударачи једног тима онда тимови мењају места. Када су се сви играчи појавили на месту ударача то време се назива Циклус (Inning). Оваквих циклуса у једној утакмици има 9 тако да једна утакмица може да траје и до три дана.
Превод назива играча и термина из бејзбола је слободан тј. није буквалан, јер код нас још не постоје званични термини.

## Појмови и незванични преводи на српски
- је недозвољени покрет пичера када су један или више тркача на базама, у том случају тркачи могу напредовати за једну базу.
- је бацање кода лопта није прошла кроз стрике зону и на које ударач није замахнуо.
- (база) је једно од четири места која мора дотакнути тркач у настојању да освоји бод.
- -{Base on balls} (База преко лопти, Шетање) - је награђивање првом базом ударача који је пропустио четири лоптице бачене изван стрике зоне.
- (ударачев простор) је подручје у којем ударач мора стајати за време ударања.
- -{Bunt} (Пипкање, тапкање, полагање) - је ударена лоптица на коју ударач није замахнуо, већ је намерно поставио палицу како би лоптицу само спустио у поље.
- (хватачев простор)је подручје у којем се хватач мора налазити док бацач не баци лоптицу.
- (мртва лопта) је лоптица изван игре због легално настале привремене одгоде игре.
- (дупла игра) је игра одбране у којој су избачена два нападача у једној непрекинутој акцији, уколико нема погрешака између избацивања.
- (фер лопта) је ударена лоптица која се зауставила у фер територији између кућне и прве базе или између кућне и треће базе, или она лоптица која је најприје пала у фер територију иза прве или треће базе, или она лоптица која је, док је на или изнад фер територије, дотакла судију или играча, или она лоптица која је, док је била изнад фер територије, изашла у лету изван игралишта.
- (летећа лопта) је лоптица ударена високо у ваздух.
- (обавезна игра) је игра у којој тркач губи право на базу (мора ослободити базу) јер је ударач постао тркач.
- (фаул лопта) је ударена лоптица која се зауставила у фаул територији између кућне и прве базе или кућне и треће базе, или она лоптица која је прошла поред прве или треће базе по или изнад фоул територије, или она лоптица која је најприје пала у фаул територију иза прве и треће базе, или она лоптица која је, док је на или изнад фаул територије, дотакла судију, играча или неки објект који није природна подлога.
- (земљана лопта, лопта у патос) је ударена лоптица која се котрља или одскаче по земљи.
- (илегално бацање) је бацање према ударачу док пичер нема контакт.
- основне ноге (pivot foot) с бацачевом плочом, или оно бацање који је изведено с очитом намером да ухвати ударача ван равнотеже.
- је фер лоптица (не укључујући лине дриве или покушај бунта) коју играч унутар поља може ухватити с нормалним напором, када су заузете прва и друга база, или прва, друга и трећа база, а пре него су настала два аута.
- -{Inning} (смена, измена, деветина)- је део утакмице у којем су се екипе измениле у одбрани и нападу и у којем су изведена три аута за сваку екипу.
- (жива лопта) је лоптица која је у игри.
- је ударена лоптица која иде оштро и директно од палице до одбрамбеног играча без дотицања земље.
- (аут, избацивање) је једно од три потребна избацивања играча тима у нападу.
- (бацање) је лоптица бачена ударачу од стране бацача.
- је наредба судије да започне игра или да се настави игра након мртве лопте.
- (поен, обилазак, претрчавање) је бод освојен од стране нападача који је напредовао од ударача до тркача и дотакнуо прву, другу, трећу и кућну базу тим редоследом.
- је акција одбране у покушају да избаци тркача између база.
- (сејф, безбедан) је изјава судије да је тркач освојио базу.
- је један од два дозвољена става за бацача.
- је израз којим се означава акција у којој екипа, с тркачем на трећој бази, покушава тог тркача помакнути на кућну базу тј. освојити бод на бунт.
- -{Strike} (ударац, рецка) - је дозвољено бацање којег је као таквог досудио судија, када:
  - је ударач замахнуо и промашио,
  - ударач није замахнуо, ако је било који део лоптице прошао кроз било који део страјк зоне,
  - је ударач ударио у фаул територију са мање од два страјк,
  - је бунтом одигран у фаул територији,
  - дотакне ударач приликом његова замаха,
  - дотакне ударача у лету у стрике зони, или
  - је фаул тип.
- -{Strike Zona} (прозор, ударна површина) - је простор изнад кућне базе који је широк као та база, а висина му је одређена водоравном линијом у висини средине између врха рамена и врха панталона, а доња граница водоравном линијом у висини кољена. Величина прозора се одређује кад ударач заузме став у припреми замаха на бацачеву лоптицу. За сваког ударача је прозор исте ширине, док се висина одређује на основу висине играча који удара.
- је акција одбрамбеног играча у којој он дотиче базу својим тијелом док сигурно и чврсто држи лоптицу у руци или рукавици; или у којој дотиче тркача лоптицом, односно руком или рукавицом у којој је лоптица, док лоптицу држи сигурно и чврсто у руци или рукавици.
- је изјава судије о дозвољеном прекиду утакмице, за време којег је лоптица мртва.
- (трострука игра) је игра одбране у којој су избачена три нападача у једној непрекинутој акцији, уколико нема погрешака између избацивања.
- (дивље бацање, одбегло бацање, одбегла лопта) је бацање које је толико високо, ниско или у страну од кућне базе да не може бити ухваћен нормалним напором хватача.
- је један од два дозвољена става за бацача.

## Бејзбол у Србији
Амерички студенти у Београду су приредили егзибициони меч у полувремену једне фудбалске утакмице 1935, али публици се "нимало није свидео". У Србији се од 1993. године редовно организује национално првенство, а од 1994. национални куп. Најбољи српски клубови наступају у регионалној Интерлиги.
На Нишкој ТВ 5 је у склопу емисије Промаја водитељ Драган Жика Стојановић покрио у октобру 2006. године причу о томе како је један Американац из Чикага, Карлос Андраде, научио децу из насеља Женева у Нишкој Бањи како да играју бејзбол. Он је био ожењен Нишлијком, а током опоравка од спортске повреде задобијене у бејзболу је отишао у Нишку Бању, где је научио децу правилима игре, а терен су направили на месту запуштене њиве и локалног сметлишта. Спорт је био доста популаран у том насељу, а током једног повратка из САД Карлос им је купио и бејзбол рукавице.
У Србији постоји и урбана легенда о томе да је бејзбол настао након што је Михајло Пупин објаснио Американцима правила игре Банатске шоре. Наравно, време настанка бејзбола и одласка Пупина у Америку никако не поткрепљују ово веровање.
Закључно са 1. јануаром 2024. једини професионални терен за бејзбол у Србији се налази у Београду на Ади Циганлији.